# Boronia parviflora
Boronia parviflora är en vinruteväxtart som beskrevs av James Edward Smith. Boronia parviflora ingår i släktet Boronia och familjen vinruteväxter. Inga underarter finns listade i Catalogue of Life.